# Argentina Díaz Lozano

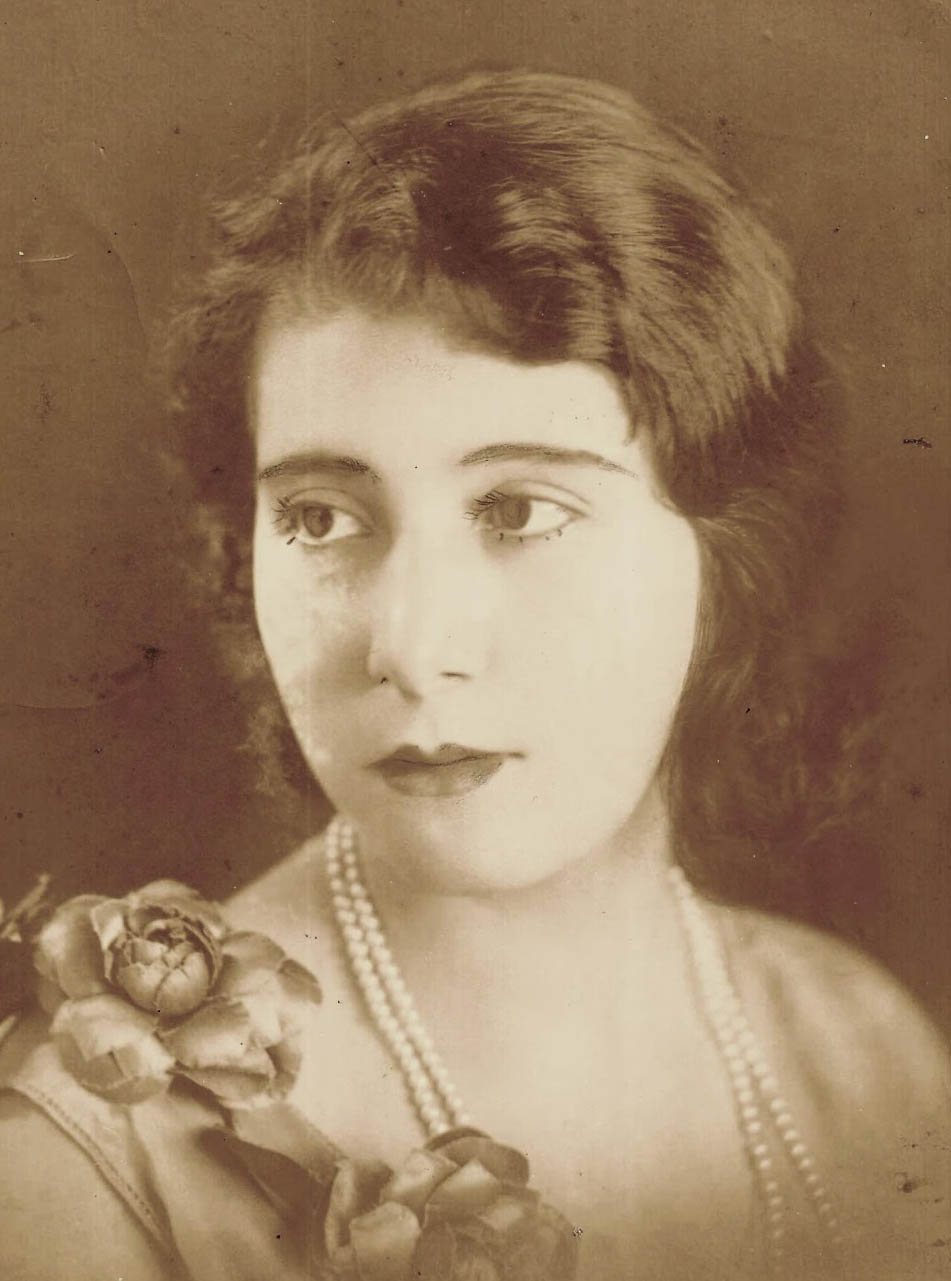
Argentina Díaz Lozano (1932)

Argentina Díaz Lozano (* 15. Dezember 1912; † 13. August 1999) war das Pseudonym der honduranischen Schriftstellerin Argentina Bueso Mejía. Sie war Journalistin und Romanautorin, die im romantischen Stil über feministische Themen schrieb. Für ihre Bücher erhielt sie zahlreiche Auszeichnungen, darunter den Goldenen Quetzel von Guatemala, den honduranischen Nationalen Literaturpreis Ramón Rosa und den Orden Cruzeiro do Sud von Brasilien. Sie wurde in die Academia Hondureña de la Lengua aufgenommen und ist die einzige mittelamerikanische Frau, deren Werk offiziell für den Literaturnobelpreis nominiert wurde.

## Biografie
Der Geburtstag von Argentina Bueso Mejía wird unterschiedlich mit 1909, 1910 und 1917 angegeben, wird aber allgemein als 15. Dezember 1912 in Santa Rosa de Copan, Honduras, als Tochter des Geschäftsmanns Manuel Bueso Pineda und der Trinidad Mejía angenommen. Zwischen 1925 und 1928 besuchte sie die Coligio María Auxiliadora in Tegucigalpa und schloss anschließend ihre Ausbildung an der Holy Name Academy in Tampa, Florida, ab. Im Jahr 1929 heiratete sie Porfirio Díaz Lozano und nahm seine beiden Nachnamen als ihren literarischen Namen an. Sie erwarb einen Abschluss in Journalismus an der Universidad de San Carlos de Guatemala.
Während ihres Studiums in Guatemala begann sie, für Zeitungen zu schreiben. Sie veröffentlichte Artikel in Diario de Centroamerica, La Hora, El Imparcial und Prensa Libre und hatte eine Zeit lang eine wöchentliche Kolumne mit dem Titel „Jueves Literarios“ (deutsch: Literarische Donnerstage), die in mehreren guatemaltekischen Zeitungen erschien. Ihr erster Roman, Perlas de mi rosario (cuentos), wurde 1930 veröffentlicht, worauf mehrere weitere folgten. Ihre erste große Anerkennung erhielt sie 1944 mit Peregrinaje (deutsch: Pilgerfahrt), das in einem von der Panamerikanischen Union und dem Verlag Farrar & Rinehart gesponserten Wettbewerb den ersten Literaturpreis in Lateinamerika gewann. Der Preis führte dazu, dass ihr Buch auf Spanisch in Santiago, Chile, und auf Englisch bei Farrar & Rinehart unter dem Titel Enriqueta und ich veröffentlicht wurde und auch in Europa Anerkennung fand. Zwischen 1945 und 1955 arbeitete Díaz Lozano in der Bibliothek des Instituts für Anthropologie und Geschichte der Universität von San Carlos. Sie engagierte sich auch für feministische Anliegen und nahm im Namen des Comités Pro Paz y Libertad (Komitee für Frieden und Freiheit) von San Pedro Sula und Tegucigalpa am ersten interamerikanischen Frauenkongress teil.
Um 1951 ließ sie sich von ihrem ersten Mann scheiden, behielt aber seinen Namen bei und heiratete zwischen 1952 und 1954 den guatemaltekischen Diplomaten Darío Morales García. 1956 begleitete Díaz Lozano ihren Mann nach Belgien, wo Morales eine Stelle als Konsul von Guatemala in Antwerpen antrat. Während ihres Aufenthalts in Europa studierte sie Bildende Kunst an der Universität Utrecht in den Niederlanden und veröffentlichte mehrere Bücher in französischer Sprache. Ihr Buch Mansión in la bruma wurde von Ligia Bernal de Samayoa für die Bühne adaptiert. Das Buch wurde 1964 in Guatemala mit dem Goldenen Quetzal als bestes Buch des Jahres ausgezeichnet, und Díaz Lozano kehrte aus Belgien zurück und wurde zum Kulturattaché der honduranischen Botschaft in Guatemala ernannt.
In den Jahren 1967 und 1968 führte sie eine Reihe von Interviews mit dem Vizepräsidenten von Guatemala, Clemente Marroquín Rojas. Obwohl sie nicht unbedingt mit seiner Politik übereinstimmte, hielt sie ihn für eine interessante Persönlichkeit. Im Jahr 1968 veröffentlichte sie eine Biografie über ihn und wurde mit dem honduranischen Literaturpreis „Ramón Rosa“ ausgezeichnet, in die Honduranische Akademie der Sprachen aufgenommen und von der brasilianischen Regierung mit dem Orden „Cruzeiro do Sud“ ausgezeichnet. Im Jahr 1971 gründete sie die Zeitschrift Revista Istmeña und veröffentlichte unter dem Pseudonym „Suki Yoto“ den Roman Su hora. Im Jahr 1986 wurde der Roman unter dem Namen Caoba y orquídeas: novela veröffentlicht. Im Jahr 1973 veröffentlichte sie Aquel año rojo: novela und wurde im Juni desselben Jahres für den Literaturnobelpreis nominiert. Ihre Nominierung wurde angenommen und sie war offizielle Kandidatin für den Preis 1974. Díaz Lozano ist die einzige mittelamerikanische Frau, deren Werke für den Literaturnobelpreis vorgeschlagen wurden.
Nach dem Erdbeben in Guatemala 1976 ließ sich Díaz Lozano in Antwerpen nieder und reiste zwischen Belgien und Guatemala hin und her, während sie bis in die 1990er Jahre hinein weiter publizierte. Im Februar 1999 beschloss sie, eine Reise in ihre Heimat Honduras zu unternehmen.
Díaz Lozano starb am 13. August 1999 in Tegucigalpa, Honduras.

## Auszeichnungen
- 1944: Bester Roman, Peregrinaje, Wettbewerb für lateinamerikanische Romane der Panamerikanischen Union und Farrar & Rinehart[2]
- 1964: Buch des Jahres, Mansión in la bruma, Goldener Quetzel (Guatemala)[2]
- 1968: Nationaler honduranischer Literaturpreis „Ramón Rosa“ und Aufnahme in die Academia Hondureña de la Lengua (Akademie der Sprachen)[7]
- 1968: Orden „Cruzeiro do Sud“, Brasilien

## Ausgewählte Werke
- Perlas de mi rosario (cuentos) Tegucigalpa, Honduras: Talleres Tipográficos Nacionales (1930) (spanisch)
- Luz en la senda, novela Honduras: Tipográficos Nacionales, (1937) (spanisch)
- Método de mecanografía al tacto Guatemala: Talleres del Centro editorial (1939) (spanisch)
- Topacios, cuentos Tegucigalpa, Honduras: Editorial Calderón (1940) (spanisch)
- Peregrinaje Santiago, Chile: Zig-Zag (1944) (spanisch)
- Enriqueta and I New York: Farrar & Rinehart, Inc. (1944) (englisch)
- Mayapán: novela histórica Guatemala: Editorial del Ministerio de Educación Pública (1950) (spanisch) (Nachdruck auf Englisch von Indian Hills, Colorado: Falcon's Wing Press (1955))
- 49 días en la vida una mujer: novela histórica México: Editora Latino Americana (1956) (spanisch)
- Amberes en mis sueños (1960) (spanisch)
- Il faut vivre Brüssel: Simone Eve Landercy (1960) (französisch)
- Sandalias sobre Europa Guatemala: Asociación de Autores y Amigos del Libro Nacional (1964) (spanisch)
- La maison dans la brume: roman Brüssel: Simone Eve Landercy (1964) (französisch)
- Fuego en la ciudad; novela histórica México: B. Costa-Amie (1966) (spanisch)
- Aquí viene un hombre; biografía de Clemente Marroquín Rojas, político, periodista y escritor de Guatemala México: B. Costa-Amie (1968) (spanisch)
- Aquel año rojo: novela México: B. Costa-Amic (1973) (spanisch)
- Eran las doce ... y de noche: un amor y una época: novela México: B. Costa-Amic (1976) (spanisch)
- And we have to live = Y tenemos que vivir Palos Verdes, Kalifornien: Morgan Press (1978) (englisch) und Guatemala: Editorial „José de Pineda Ibarra“ (spanisch)
- Ciudad errante (el hombre sin edad): novela en escenario histórico México: B. Costa-Amic (1983) (spanisch)
- Caoba y orquídeas: novela Guatemala: CENALTEX, Ministerio de Educación (1986) (spanisch)
- Ha llegado una mujer México: Editorial Diana (1990) (spanisch)